# Simac Ladies Tour 2022
La 24e édition du Simac Ladies Tour a lieu du 30 août au 4 septembre 2022. Elle fait partie de l'UCI World Tour.
Lorena Wiebes gagne les deux premières étapes au sprint. Sur la troisième étape, elle lance son poisson-pilote habituel Charlotte Kool qui s'impose. La quatrième étape voit la victoire de Riejanne Markus, sortie à quatre kilomètres de l'arrivée. Dans le contre-la-montre, Audrey Cordon-Ragot se montre la plus rapide. Lorena Wiebes est cinquième et préserve son maillot jaune. Mise en difficulté dans l'ultime étape, elle résiste et s'impose au classement général. Mischa Bredewold gagne cette dernière étape, échappée avec Eleonora Gasparrini. Audrey Cordon-Ragot est deuxième du classement général devant Karlijn Swinkels. Lorena Wiebes gagne le classement par points, Kirstie van Haaften celui de la montagne, Mischa Bredewold celui de la meilleure jeune et Jumbo Visma est la meilleure équipe.

## Parcours
Les trois premières étapes sont globalement plates. La quatrième étape est par contre vallonnée avec pas moins de dix-huit montées dont le Cauberg et le Gulperberg. Le contre-la-montre du lendemain doit également définir le classement général. La dernière étape est plate.

## Équipes
| UCI Women's WorldTeams (11)- Team BikeExchange-Jayco - Canyon-SRAM Racing - FDJ-Suez - Team Jumbo-Visma - Liv Racing Xstra - Roland Cogeas-Edelweiss Squad - Team DSM - SD Worx - Trek-Segafredo - Uno-X Pro Cycling Team - UAE Team ADQ Équipes féminines continentales (5)- AG Insurance NXTG - GT Krush Tunap - Parkhotel Valkenburg - Plantur-Pura - Valcar-Travel & Service |
| |

## Favorites
La vainqueur sortante Chantal van den Broek-Blaak et Ellen van Dijk sont les principales favorites. Marlen Reusser, deuxième en 2021, est notablement absente. Riejanne Markus et Anna Henderson font figures d'outsiders. Ellen van Dijk n'est finalement pas au départ.

## Étapes
| Étape     | Date    | Villes étapes        | type                        | Distance (km) | Vainqueur d'étape   | Leader du classement général |
| --------- | ------- | -------------------- | --------------------------- | ------------- | ------------------- | ---------------------------- |
| 1re étape | 30 août | Lelystad – Lelystad  | étape de plaine             | 141,2         | Lorena Wiebes       | Lorena Wiebes                |
| 2e étape  | 31 août | Ede – Ede            | étape de plaine             | 117,8         | Lorena Wiebes       | Lorena Wiebes                |
| 3e étape  | 1 sept. | Gennep – Gennep      | étape de plaine             | 139,1         | Charlotte Kool      | Lorena Wiebes                |
| 4e étape  | 2 sept. | Landgraaf – Megaland | étape vallonnée             | 136,9         | Riejanne Markus     | Lorena Wiebes                |
| 5e étape  | 3 sept. | Sittard – Sittard    | contre-la-montre individuel | 17,8          | Audrey Cordon-Ragot | Lorena Wiebes                |
| 6e étape  | 4 sept. | Arnhem – Arnhem      | étape vallonnée             | 150,3         | Mischa Bredewold    | Lorena Wiebes                |

## Déroulement de la course

### 1reétape

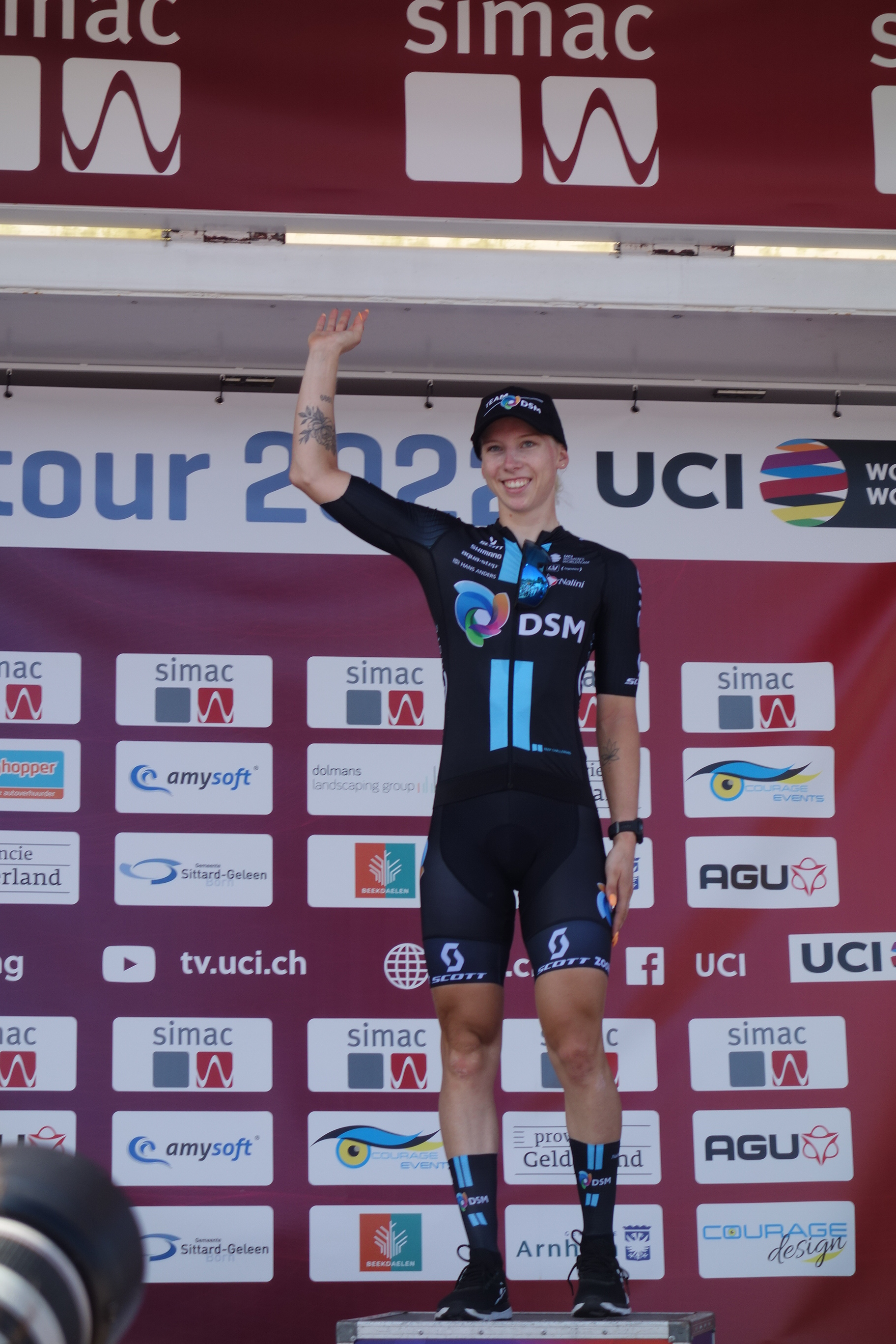
Lorena Wiebes, ici après la cinquième étape

La météo est venteuse. Des premières bordures se forment au bout de vingt-trois kilomètres, mais le peloton se regroupe rapidement. Une chute entraîne Coryn Labecki. Au kilomètre soixante, une chute massive a lieu. Seules vingt-et-une coureuses, dont les principales favorites, ne sont pas ralenties par celle-ci et se détachent ainsi. Dans les vingt derniers kilomètres, Jeanne Korevaar et Silke Smulders attaquent à tour de rôle, mais la formation DSM contrôle. À deux kilomètres de l'arrivée, Chantal Van den Broek-Blaak sort. Elle est reprise sous la flamme rouge. Lorena Wiebes remporte le sprint.
| \| Classement de l'étape \| Classement de l'étape \| Classement de l'étape \| Classement de l'étape \| Classement de l'étape \| \| Coureuse \| Coureuse \| Pays \| Équipe \| Temps \| \| --------------------- \| --------------------- \| --------------------- \| ----------------------- \| --------------------- \| \| 1re \| Lorena Wiebes \| Pays-Bas \| Team DSM \| 3 h 17 min 24 s \| \| 2e \| Karlijn Swinkels \| Pays-Bas \| Team Jumbo-Visma \| + 0 s \| \| 3e \| Audrey Cordon-Ragot \| France \| Trek-Segafredo \| + 0 s \| \| 4e \| Alison Jackson \| Canada \| Liv Racing Xstra \| + 0 s \| \| 5e \| Eugénie Duval \| France \| FDJ-Suez-Futuroscope \| + 0 s \| \| 6e \| Ruby Roseman-Gannon \| Australie \| Team BikeExchange-Jayco \| + 0 s \| \| 7e \| Soraya Paladin \| Italie \| Canyon-SRAM Racing \| + 0 s \| \| 8e \| Eleonora Gasparrini \| Italie \| Valcar-Travel & Service \| + 0 s \| \| 9e \| Anna Henderson \| Royaume-Uni \| Team Jumbo-Visma \| + 0 s \| \| 10e \| Jeanne Korevaar \| Pays-Bas \| Liv Racing Xstra \| + 0 s \| |                     |             |                         |                 |
| |                     |             |                         |                 |
| |                     |             |                         |                 |
| Classement de l'étape |                     |             |                         |                 |
| Coureuse | Coureuse            | Pays        | Équipe                  | Temps           |
| 1re | Lorena Wiebes       | Pays-Bas    | Team DSM                | 3 h 17 min 24 s |
| 2e | Karlijn Swinkels    | Pays-Bas    | Team Jumbo-Visma        | + 0 s           |
| 3e | Audrey Cordon-Ragot | France      | Trek-Segafredo          | + 0 s           |
| 4e | Alison Jackson      | Canada      | Liv Racing Xstra        | + 0 s           |
| 5e | Eugénie Duval       | France      | FDJ-Suez-Futuroscope    | + 0 s           |
| 6e | Ruby Roseman-Gannon | Australie   | Team BikeExchange-Jayco | + 0 s           |
| 7e | Soraya Paladin      | Italie      | Canyon-SRAM Racing      | + 0 s           |
| 8e | Eleonora Gasparrini | Italie      | Valcar-Travel & Service | + 0 s           |
| 9e | Anna Henderson      | Royaume-Uni | Team Jumbo-Visma        | + 0 s           |
| 10e | Jeanne Korevaar     | Pays-Bas    | Liv Racing Xstra        | + 0 s           |

| \| Classement général \| Classement général \| Classement général \| Classement général \| Classement général \| \| Coureuse \| Coureuse \| Pays \| Équipe \| Temps \| \| ------------------ \| ------------------- \| ------------------ \| ----------------------- \| ------------------ \| \| 1re \| Lorena Wiebes \| Pays-Bas \| Team DSM \| 3 h 17 min 13 s \| \| 2e \| Karlijn Swinkels \| Pays-Bas \| Team Jumbo-Visma \| + 5 s \| \| 3e \| Audrey Cordon-Ragot \| France \| Trek-Segafredo \| + 5 s \| \| 4e \| Alison Jackson \| Canada \| Liv Racing Xstra \| + 7 s \| \| 5e \| Anna Henderson \| Royaume-Uni \| Team Jumbo-Visma \| + 8 s \| \| 6e \| Eugénie Duval \| France \| FDJ-Suez-Futuroscope \| + 11 s \| \| 7e \| Ruby Roseman-Gannon \| Australie \| Team BikeExchange-Jayco \| + 11 s \| \| 8e \| Soraya Paladin \| Italie \| Canyon-SRAM Racing \| + 11 s \| \| 9e \| Eleonora Gasparrini \| Italie \| Valcar-Travel & Service \| + 11 s \| \| 10e \| Jeanne Korevaar \| Pays-Bas \| Liv Racing Xstra \| + 11 s \| |                     |             |                         |                 |
| |                     |             |                         |                 |
| |                     |             |                         |                 |
| Classement général |                     |             |                         |                 |
| Coureuse | Coureuse            | Pays        | Équipe                  | Temps           |
| 1re | Lorena Wiebes       | Pays-Bas    | Team DSM                | 3 h 17 min 13 s |
| 2e | Karlijn Swinkels    | Pays-Bas    | Team Jumbo-Visma        | + 5 s           |
| 3e | Audrey Cordon-Ragot | France      | Trek-Segafredo          | + 5 s           |
| 4e | Alison Jackson      | Canada      | Liv Racing Xstra        | + 7 s           |
| 5e | Anna Henderson      | Royaume-Uni | Team Jumbo-Visma        | + 8 s           |
| 6e | Eugénie Duval       | France      | FDJ-Suez-Futuroscope    | + 11 s          |
| 7e | Ruby Roseman-Gannon | Australie   | Team BikeExchange-Jayco | + 11 s          |
| 8e | Soraya Paladin      | Italie      | Canyon-SRAM Racing      | + 11 s          |
| 9e | Eleonora Gasparrini | Italie      | Valcar-Travel & Service | + 11 s          |
| 10e | Jeanne Korevaar     | Pays-Bas    | Liv Racing Xstra        | + 11 s          |

### 2eétape
La première échappée part dans les dix premiers kilomètres et est constituée de : Georgia Baker, Lieke Nooijen et Senne Knaven. Son avance atteint une minute cinquante. Clara Lundmark sort en poursuite, mais ne parvient pas à effectuer la jonction. Senne Knaven perd le contact dans les quarante derniers kilomètres. Lieke Nooijen subit le même sort à vingt-cinq kilomètres de la ligne. Baker est reprise dix kilomètres plus loin. L'étape se conclut par sprint confus. Lorena Wiebes se montre la plus rapide.
| \| Classement de l'étape \| Classement de l'étape \| Classement de l'étape \| Classement de l'étape \| Classement de l'étape \| \| Coureuse \| Coureuse \| Pays \| Équipe \| Temps \| \| --------------------- \| --------------------- \| --------------------- \| ----------------------------- \| --------------------- \| \| 1re \| Lorena Wiebes \| Pays-Bas \| Team DSM \| 2 h 54 min 55 s \| \| 2e \| Laura Tomasi \| Italie \| UAE Team ADQ \| + 0 s \| \| 3e \| Lonneke Uneken \| Pays-Bas \| SD Worx \| + 0 s \| \| 4e \| Mylène de Zoete \| Pays-Bas \| AG Insurance NXTG \| + 0 s \| \| 5e \| Rachele Barbieri \| Italie \| Liv Racing Xstra \| + 0 s \| \| 6e \| Karlijn Swinkels \| Pays-Bas \| Team Jumbo-Visma \| + 0 s \| \| 7e \| Tamara Dronova \| Russie \| Roland Cogeas-Edelweiss Squad \| + 0 s \| \| 8e \| Amalie Dideriksen \| Danemark \| Trek-Segafredo \| + 0 s \| \| 9e \| Daniek Hengeveld \| Pays-Bas \| GT Krush Tunap \| + 0 s \| \| 10e \| Maud Rijnbeek \| Pays-Bas \| AG Insurance NXTG \| + 0 s \| |                   |          |                               |                 |
| |                   |          |                               |                 |
| |                   |          |                               |                 |
| Classement de l'étape |                   |          |                               |                 |
| Coureuse | Coureuse          | Pays     | Équipe                        | Temps           |
| 1re | Lorena Wiebes     | Pays-Bas | Team DSM                      | 2 h 54 min 55 s |
| 2e | Laura Tomasi      | Italie   | UAE Team ADQ                  | + 0 s           |
| 3e | Lonneke Uneken    | Pays-Bas | SD Worx                       | + 0 s           |
| 4e | Mylène de Zoete   | Pays-Bas | AG Insurance NXTG             | + 0 s           |
| 5e | Rachele Barbieri  | Italie   | Liv Racing Xstra              | + 0 s           |
| 6e | Karlijn Swinkels  | Pays-Bas | Team Jumbo-Visma              | + 0 s           |
| 7e | Tamara Dronova    | Russie   | Roland Cogeas-Edelweiss Squad | + 0 s           |
| 8e | Amalie Dideriksen | Danemark | Trek-Segafredo                | + 0 s           |
| 9e | Daniek Hengeveld  | Pays-Bas | GT Krush Tunap                | + 0 s           |
| 10e | Maud Rijnbeek     | Pays-Bas | AG Insurance NXTG             | + 0 s           |

| \| Classement général \| Classement général \| Classement général \| Classement général \| Classement général \| \| Coureuse \| Coureuse \| Pays \| Équipe \| Temps \| \| ------------------ \| ------------------- \| ------------------ \| -------------------- \| ------------------ \| \| 1re \| Lorena Wiebes \| Pays-Bas \| Team DSM \| 6 h 11 min 58 s \| \| 2e \| Karlijn Swinkels \| Pays-Bas \| Team Jumbo-Visma \| + 15 s \| \| 3e \| Audrey Cordon-Ragot \| France \| Trek-Segafredo \| + 15 s \| \| 4e \| Lonneke Uneken \| Pays-Bas \| SD Worx \| + 17 s \| \| 5e \| Alison Jackson \| Canada \| Liv Racing Xstra \| + 17 s \| \| 6e \| Anna Henderson \| Royaume-Uni \| Team Jumbo-Visma \| + 18 s \| \| 7e \| Eugénie Duval \| France \| FDJ-Suez-Futuroscope \| + 21 s \| \| 8e \| Soraya Paladin \| Italie \| Canyon-SRAM Racing \| + 21 s \| \| 9e \| Mischa Bredewold \| Pays-Bas \| Parkhotel Valkenburg \| + 21 s \| \| 10e \| Jeanne Korevaar \| Pays-Bas \| Liv Racing Xstra \| + 21 s \| |                     |             |                      |                 |
| |                     |             |                      |                 |
| |                     |             |                      |                 |
| Classement général |                     |             |                      |                 |
| Coureuse | Coureuse            | Pays        | Équipe               | Temps           |
| 1re | Lorena Wiebes       | Pays-Bas    | Team DSM             | 6 h 11 min 58 s |
| 2e | Karlijn Swinkels    | Pays-Bas    | Team Jumbo-Visma     | + 15 s          |
| 3e | Audrey Cordon-Ragot | France      | Trek-Segafredo       | + 15 s          |
| 4e | Lonneke Uneken      | Pays-Bas    | SD Worx              | + 17 s          |
| 5e | Alison Jackson      | Canada      | Liv Racing Xstra     | + 17 s          |
| 6e | Anna Henderson      | Royaume-Uni | Team Jumbo-Visma     | + 18 s          |
| 7e | Eugénie Duval       | France      | FDJ-Suez-Futuroscope | + 21 s          |
| 8e | Soraya Paladin      | Italie      | Canyon-SRAM Racing   | + 21 s          |
| 9e | Mischa Bredewold    | Pays-Bas    | Parkhotel Valkenburg | + 21 s          |
| 10e | Jeanne Korevaar     | Pays-Bas    | Liv Racing Xstra     | + 21 s          |

### 3eétape
Lors du premier tour du circuit long, Sophie Wright, Justine Ghekiere, Eline van Rooijen et Daniek Hengeveld sortent. Elles obtiennent une minute d'avance, mais sont reprises rapidement. Marissa Baks attaque ensuite. Elle est reprise à quarante kilomètres de l'arrivée. Après le Wolfsberg, Alison Jackson et Sophie Wright passent à l'offensive, mais on ne les laisse pas sortir. L'attaque de Jeanne Korevaar et Ashleigh Moolman-Pasio connait le même destin. À treize kilomètres de l'arrivée, huit coureuses partent, mais la DSM les reprend aussitôt. Dans le sprint, Lorena Wiebes lance le sprint pour son poisson-pilote habituel Charlotte Kool, qui s'impose.
| \| Classement de l'étape \| Classement de l'étape \| Classement de l'étape \| Classement de l'étape \| Classement de l'étape \| \| Coureuse \| Coureuse \| Pays \| Équipe \| Temps \| \| --------------------- \| --------------------- \| --------------------- \| ----------------------------- \| --------------------- \| \| 1re \| Charlotte Kool \| Pays-Bas \| Team DSM \| 3 h 16 min 44 s \| \| 2e \| Lorena Wiebes \| Pays-Bas \| Team DSM \| + 0 s \| \| 3e \| Georgia Baker \| Australie \| Team BikeExchange-Jayco \| + 0 s \| \| 4e \| Clara Copponi \| France \| FDJ-Suez-Futuroscope \| + 0 s \| \| 5e \| Tamara Dronova \| Russie \| Roland Cogeas-Edelweiss Squad \| + 0 s \| \| 6e \| Mylène de Zoete \| Pays-Bas \| AG Insurance NXTG \| + 0 s \| \| 7e \| Rachele Barbieri \| Italie \| Liv Racing Xstra \| + 0 s \| \| 8e \| Alison Jackson \| Canada \| Liv Racing Xstra \| + 0 s \| \| 9e \| Karlijn Swinkels \| Pays-Bas \| Team Jumbo-Visma \| + 0 s \| \| 10e \| Soraya Paladin \| Italie \| Canyon-SRAM Racing \| + 0 s \| |                  |           |                               |                 |
| |                  |           |                               |                 |
| |                  |           |                               |                 |
| Classement de l'étape |                  |           |                               |                 |
| Coureuse | Coureuse         | Pays      | Équipe                        | Temps           |
| 1re | Charlotte Kool   | Pays-Bas  | Team DSM                      | 3 h 16 min 44 s |
| 2e | Lorena Wiebes    | Pays-Bas  | Team DSM                      | + 0 s           |
| 3e | Georgia Baker    | Australie | Team BikeExchange-Jayco       | + 0 s           |
| 4e | Clara Copponi    | France    | FDJ-Suez-Futuroscope          | + 0 s           |
| 5e | Tamara Dronova   | Russie    | Roland Cogeas-Edelweiss Squad | + 0 s           |
| 6e | Mylène de Zoete  | Pays-Bas  | AG Insurance NXTG             | + 0 s           |
| 7e | Rachele Barbieri | Italie    | Liv Racing Xstra              | + 0 s           |
| 8e | Alison Jackson   | Canada    | Liv Racing Xstra              | + 0 s           |
| 9e | Karlijn Swinkels | Pays-Bas  | Team Jumbo-Visma              | + 0 s           |
| 10e | Soraya Paladin   | Italie    | Canyon-SRAM Racing            | + 0 s           |

| \| Classement général \| Classement général \| Classement général \| Classement général \| Classement général \| \| Coureuse \| Coureuse \| Pays \| Équipe \| Temps \| \| ------------------ \| ------------------- \| ------------------ \| -------------------- \| ------------------ \| \| 1re \| Lorena Wiebes \| Pays-Bas \| Team DSM \| 9 h 28 min 36 s \| \| 2e \| Charlotte Kool \| Pays-Bas \| Team DSM \| + 17 s \| \| 3e \| Karlijn Swinkels \| Pays-Bas \| Team Jumbo-Visma \| + 18 s \| \| 4e \| Audrey Cordon-Ragot \| France \| Trek-Segafredo \| + 21 s \| \| 5e \| Lonneke Uneken \| Pays-Bas \| SD Worx \| + 23 s \| \| 6e \| Alison Jackson \| Canada \| Liv Racing Xstra \| + 23 s \| \| 7e \| Anna Henderson \| Royaume-Uni \| Team Jumbo-Visma \| + 24 s \| \| 8e \| Soraya Paladin \| Italie \| Canyon-SRAM Racing \| + 27 s \| \| 9e \| Eugénie Duval \| France \| FDJ-Suez-Futuroscope \| + 27 s \| \| 10e \| Mischa Bredewold \| Pays-Bas \| Parkhotel Valkenburg \| + 27 s \| |                     |             |                      |                 |
| |                     |             |                      |                 |
| |                     |             |                      |                 |
| Classement général |                     |             |                      |                 |
| Coureuse | Coureuse            | Pays        | Équipe               | Temps           |
| 1re | Lorena Wiebes       | Pays-Bas    | Team DSM             | 9 h 28 min 36 s |
| 2e | Charlotte Kool      | Pays-Bas    | Team DSM             | + 17 s          |
| 3e | Karlijn Swinkels    | Pays-Bas    | Team Jumbo-Visma     | + 18 s          |
| 4e | Audrey Cordon-Ragot | France      | Trek-Segafredo       | + 21 s          |
| 5e | Lonneke Uneken      | Pays-Bas    | SD Worx              | + 23 s          |
| 6e | Alison Jackson      | Canada      | Liv Racing Xstra     | + 23 s          |
| 7e | Anna Henderson      | Royaume-Uni | Team Jumbo-Visma     | + 24 s          |
| 8e | Soraya Paladin      | Italie      | Canyon-SRAM Racing   | + 27 s          |
| 9e | Eugénie Duval       | France      | FDJ-Suez-Futuroscope | + 27 s          |
| 10e | Mischa Bredewold    | Pays-Bas    | Parkhotel Valkenburg | + 27 s          |

### 4eétape
Chloe Hosking et Kirstie van Haaften sont les premières échappées. Dans le Cauberg, la première est distancée. Anna Henderson sort seule et revient sur Haaften dans la seconde ascension du Cauberg. Le Kruisberg provoque un scission dans le peloton. Julie Van de Velde y sort et revient sur la tête. Dans le dernier tour, Van Haaften est lâchée dans le Cauberg. Juste après, Mischa Bredewold, Nina Kessler et Tamara Dronova sortent du peloton. Elles sont reprises plus loin. Dans le Eyserweg, Amanda Spratt et Soraya Paladin passent à l'offensive. Elles reviennent sur l'avant avec Dronova. Un regroupement général a lieu à six kilomètres de l'arrivée. Ilaria Sanguineti, Chantal van den Broek-Blaak et Mischa Bredewold tentent tour à tour de sortir, mais le peloton contrôle. Riejanne Markus est la suivante à produire une accélération aux quatre kilomètres. Elle n'est pas reprise. Derrière, Lorena Wiebes règle le peloton.
| \| Classement de l'étape \| Classement de l'étape \| Classement de l'étape \| Classement de l'étape \| Classement de l'étape \| \| Coureuse \| Coureuse \| Pays \| Équipe \| Temps \| \| --------------------- \| --------------------- \| --------------------- \| ----------------------------- \| --------------------- \| \| 1re \| Riejanne Markus \| Pays-Bas \| Team Jumbo-Visma \| 3 h 38 min 57 s \| \| 2e \| Lorena Wiebes \| Pays-Bas \| Team DSM \| + 14 s \| \| 3e \| Karlijn Swinkels \| Pays-Bas \| Team Jumbo-Visma \| + 14 s \| \| 4e \| Laura Tomasi \| Italie \| UAE Team ADQ \| + 14 s \| \| 5e \| Ilaria Sanguineti \| Italie \| Valcar-Travel & Service \| + 14 s \| \| 6e \| Anna Henderson \| Royaume-Uni \| Team Jumbo-Visma \| + 14 s \| \| 7e \| Eleonora Gasparrini \| Italie \| Valcar-Travel & Service \| + 14 s \| \| 8e \| Soraya Paladin \| Italie \| Canyon-SRAM Racing \| + 14 s \| \| 9e \| Tamara Dronova \| Russie \| Roland Cogeas-Edelweiss Squad \| + 14 s \| \| 10e \| Alison Jackson \| Canada \| Liv Racing Xstra \| + 14 s \| |                     |             |                               |                 |
| |                     |             |                               |                 |
| |                     |             |                               |                 |
| Classement de l'étape |                     |             |                               |                 |
| Coureuse | Coureuse            | Pays        | Équipe                        | Temps           |
| 1re | Riejanne Markus     | Pays-Bas    | Team Jumbo-Visma              | 3 h 38 min 57 s |
| 2e | Lorena Wiebes       | Pays-Bas    | Team DSM                      | + 14 s          |
| 3e | Karlijn Swinkels    | Pays-Bas    | Team Jumbo-Visma              | + 14 s          |
| 4e | Laura Tomasi        | Italie      | UAE Team ADQ                  | + 14 s          |
| 5e | Ilaria Sanguineti   | Italie      | Valcar-Travel & Service       | + 14 s          |
| 6e | Anna Henderson      | Royaume-Uni | Team Jumbo-Visma              | + 14 s          |
| 7e | Eleonora Gasparrini | Italie      | Valcar-Travel & Service       | + 14 s          |
| 8e | Soraya Paladin      | Italie      | Canyon-SRAM Racing            | + 14 s          |
| 9e | Tamara Dronova      | Russie      | Roland Cogeas-Edelweiss Squad | + 14 s          |
| 10e | Alison Jackson      | Canada      | Liv Racing Xstra              | + 14 s          |

| \| Classement général \| Classement général \| Classement général \| Classement général \| Classement général \| \| Coureuse \| Coureuse \| Pays \| Équipe \| Temps \| \| ------------------ \| ------------------- \| ------------------ \| ----------------------- \| ------------------ \| \| 1re \| Lorena Wiebes \| Pays-Bas \| Team DSM \| 13 h 07 min 41 s \| \| 2e \| Karlijn Swinkels \| Pays-Bas \| Team Jumbo-Visma \| + 20 s \| \| 3e \| Audrey Cordon-Ragot \| France \| Trek-Segafredo \| + 27 s \| \| 4e \| Alison Jackson \| Canada \| Liv Racing Xstra \| + 29 s \| \| 5e \| Anna Henderson \| Royaume-Uni \| Team Jumbo-Visma \| + 30 s \| \| 6e \| Soraya Paladin \| Italie \| Canyon-SRAM Racing \| + 33 s \| \| 7e \| Eugénie Duval \| France \| FDJ-Suez-Futuroscope \| + 33 s \| \| 8e \| Eleonora Gasparrini \| Italie \| Valcar-Travel & Service \| + 33 s \| \| 9e \| Mischa Bredewold \| Pays-Bas \| Parkhotel Valkenburg \| + 33 s \| \| 10e \| Romy Kasper \| Allemagne \| Team Jumbo-Visma \| + 33 s \| |                     |             |                         |                  |
| |                     |             |                         |                  |
| |                     |             |                         |                  |
| Classement général |                     |             |                         |                  |
| Coureuse | Coureuse            | Pays        | Équipe                  | Temps            |
| 1re | Lorena Wiebes       | Pays-Bas    | Team DSM                | 13 h 07 min 41 s |
| 2e | Karlijn Swinkels    | Pays-Bas    | Team Jumbo-Visma        | + 20 s           |
| 3e | Audrey Cordon-Ragot | France      | Trek-Segafredo          | + 27 s           |
| 4e | Alison Jackson      | Canada      | Liv Racing Xstra        | + 29 s           |
| 5e | Anna Henderson      | Royaume-Uni | Team Jumbo-Visma        | + 30 s           |
| 6e | Soraya Paladin      | Italie      | Canyon-SRAM Racing      | + 33 s           |
| 7e | Eugénie Duval       | France      | FDJ-Suez-Futuroscope    | + 33 s           |
| 8e | Eleonora Gasparrini | Italie      | Valcar-Travel & Service | + 33 s           |
| 9e | Mischa Bredewold    | Pays-Bas    | Parkhotel Valkenburg    | + 33 s           |
| 10e | Romy Kasper         | Allemagne   | Team Jumbo-Visma        | + 33 s           |

### 5eétape

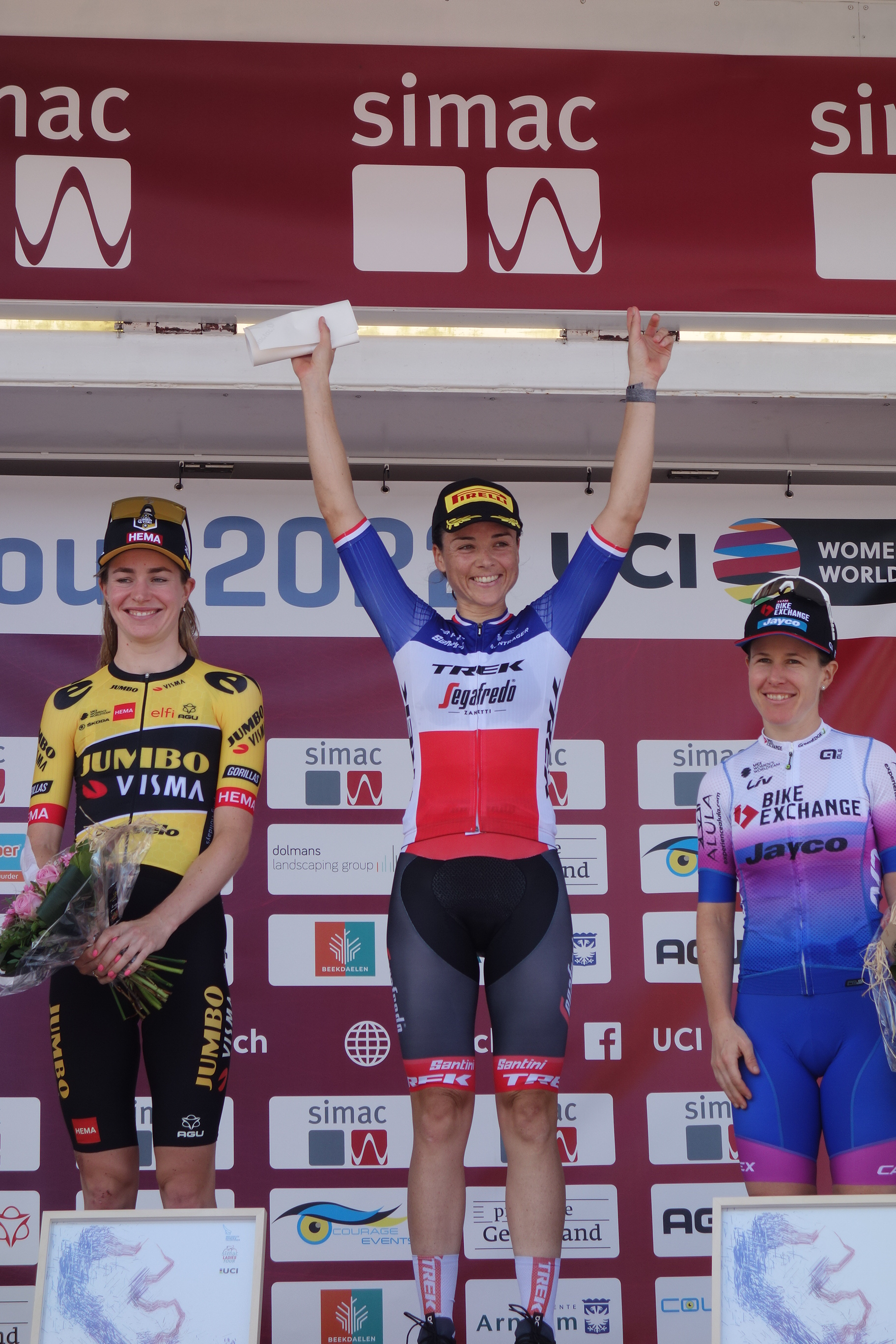
Podium de la cinquième étape

Chantal van den Broek-Blaak est victime de deux crevaisons et perd toute chance de victoire. Amanda Spratt réalise le premier temps de référence. Riejanne Markus fait ensuite mieux. Audrey Cordon-Ragot obtient néanmoins le meilleur temps et s'impose. Lorena Wiebes réalise le cinquième temps et est en mesure de conserver son maillot jaune.
| \| Classement de l'étape \| Classement de l'étape \| Classement de l'étape \| Classement de l'étape \| Classement de l'étape \| \| Coureuse \| Coureuse \| Pays \| Équipe \| Temps \| \| --------------------- \| --------------------- \| --------------------- \| ----------------------- \| --------------------- \| \| 1re \| Audrey Cordon-Ragot \| France \| Trek-Segafredo \| 25 min 15 s \| \| 2e \| Riejanne Markus \| Pays-Bas \| Team Jumbo-Visma \| + 3 s \| \| 3e \| Amanda Spratt \| Australie \| Team BikeExchange-Jayco \| + 10 s \| \| 4e \| Julie De Wilde \| Belgique \| Plantur-Pura \| + 13 s \| \| 5e \| Lorena Wiebes \| Pays-Bas \| Team DSM \| + 21 s \| \| 6e \| Ruby Roseman-Gannon \| Australie \| Team BikeExchange-Jayco \| + 36 s \| \| 7e \| Karlijn Swinkels \| Pays-Bas \| Team Jumbo-Visma \| + 37 s \| \| 8e \| Alice Barnes \| Royaume-Uni \| Canyon-SRAM Racing \| + 42 s \| \| 9e \| Lauretta Hanson \| Australie \| Trek-Segafredo \| + 45 s \| \| 10e \| Anna Henderson \| Royaume-Uni \| Team Jumbo-Visma \| + 52 s \| |                     |             |                         |             |
| |                     |             |                         |             |
| |                     |             |                         |             |
| Classement de l'étape |                     |             |                         |             |
| Coureuse | Coureuse            | Pays        | Équipe                  | Temps       |
| 1re | Audrey Cordon-Ragot | France      | Trek-Segafredo          | 25 min 15 s |
| 2e | Riejanne Markus     | Pays-Bas    | Team Jumbo-Visma        | + 3 s       |
| 3e | Amanda Spratt       | Australie   | Team BikeExchange-Jayco | + 10 s      |
| 4e | Julie De Wilde      | Belgique    | Plantur-Pura            | + 13 s      |
| 5e | Lorena Wiebes       | Pays-Bas    | Team DSM                | + 21 s      |
| 6e | Ruby Roseman-Gannon | Australie   | Team BikeExchange-Jayco | + 36 s      |
| 7e | Karlijn Swinkels    | Pays-Bas    | Team Jumbo-Visma        | + 37 s      |
| 8e | Alice Barnes        | Royaume-Uni | Canyon-SRAM Racing      | + 42 s      |
| 9e | Lauretta Hanson     | Australie   | Trek-Segafredo          | + 45 s      |
| 10e | Anna Henderson      | Royaume-Uni | Team Jumbo-Visma        | + 52 s      |

| \| Classement général \| Classement général \| Classement général \| Classement général \| Classement général \| \| Coureuse \| Coureuse \| Pays \| Équipe \| Temps \| \| ------------------ \| ------------------- \| ------------------ \| ----------------------- \| ------------------ \| \| 1re \| Lorena Wiebes \| Pays-Bas \| Team DSM \| 13 h 33 min 17 s \| \| 2e \| Audrey Cordon-Ragot \| France \| Trek-Segafredo \| + 6 s \| \| 3e \| Karlijn Swinkels \| Pays-Bas \| Team Jumbo-Visma \| + 36 s \| \| 4e \| Riejanne Markus \| Pays-Bas \| Team Jumbo-Visma \| + 40 s \| \| 5e \| Ruby Roseman-Gannon \| Australie \| Team BikeExchange-Jayco \| + 48 s \| \| 6e \| Anna Henderson \| Royaume-Uni \| Team Jumbo-Visma \| + 1 min 01 s \| \| 7e \| Alison Jackson \| Canada \| Liv Racing Xstra \| + 1 min 03 s \| \| 8e \| Mischa Bredewold \| Pays-Bas \| Parkhotel Valkenburg \| + 1 min 10 s \| \| 9e \| Amanda Spratt \| Australie \| Team BikeExchange-Jayco \| + 1 min 11 s \| \| 10e \| Julie De Wilde \| Belgique \| Plantur-Pura \| + 1 min 14 s \| |                     |             |                         |                  |
| |                     |             |                         |                  |
| |                     |             |                         |                  |
| Classement général |                     |             |                         |                  |
| Coureuse | Coureuse            | Pays        | Équipe                  | Temps            |
| 1re | Lorena Wiebes       | Pays-Bas    | Team DSM                | 13 h 33 min 17 s |
| 2e | Audrey Cordon-Ragot | France      | Trek-Segafredo          | + 6 s            |
| 3e | Karlijn Swinkels    | Pays-Bas    | Team Jumbo-Visma        | + 36 s           |
| 4e | Riejanne Markus     | Pays-Bas    | Team Jumbo-Visma        | + 40 s           |
| 5e | Ruby Roseman-Gannon | Australie   | Team BikeExchange-Jayco | + 48 s           |
| 6e | Anna Henderson      | Royaume-Uni | Team Jumbo-Visma        | + 1 min 01 s     |
| 7e | Alison Jackson      | Canada      | Liv Racing Xstra        | + 1 min 03 s     |
| 8e | Mischa Bredewold    | Pays-Bas    | Parkhotel Valkenburg    | + 1 min 10 s     |
| 9e | Amanda Spratt       | Australie   | Team BikeExchange-Jayco | + 1 min 11 s     |
| 10e | Julie De Wilde      | Belgique    | Plantur-Pura            | + 1 min 14 s     |

### 6eétape
La première échappée est composée de : Maëlle Grossetête, Silke Smulders et Kirstie van Haaften. Le peloton les reprend rapidement. Dans le second tour, la deuxième tentative sort. Elle comporte de nouveau Grossetête et Van Haaften, ainsi que Jeanne Korevaar et Eline van Rooijen. Leur avance atteint la minute. Dans le peloton, Anna Henderson et Riejanne Markus haussent le rythme afin de mettre en difficulté Wiebes. Un groupe de onze coureuses se détachent. L'échappée est reprise par un groupe de désormais vingt-cinq coureuses. Wiebes y est présente, mais n'a pas d'équipières. Clara Lundmark, Amanda Spratt, Soraya Paladin et Elynor Bäckstedt attaquent dans le cinquième passage du Zijpenber. Derrière, le peloton se reforme. L'échappée est reprise à treize kilomètres de la ligne. Alison Jackson contre. Tamara Dronova tente de la suivre, mais sans succès. À neuf kilomètres de l'arrivée, Audrey Cordon-Ragot attaque. Elle revient sur Jackson, mais elle est reprise lors du dernier passage sur la ligne. Mischa Bredewold et Eleonora Gasparrini sortent ensuite. Elles en sont plus reprises. Bredewold lève les bras. Lorena Wiebes est troisième et conserve la tête du classement général.
| \| Classement de l'étape \| Classement de l'étape \| Classement de l'étape \| Classement de l'étape \| Classement de l'étape \| \| Coureuse \| Coureuse \| Pays \| Équipe \| Temps \| \| --------------------- \| --------------------- \| --------------------- \| ----------------------- \| --------------------- \| \| 1re \| Mischa Bredewold \| Pays-Bas \| Parkhotel Valkenburg \| 3 h 52 min 10 s \| \| 2e \| Eleonora Gasparrini \| Italie \| Valcar-Travel & Service \| + 0 s \| \| 3e \| Lorena Wiebes \| Pays-Bas \| Team DSM \| + 5 s \| \| 4e \| Chiara Consonni \| Italie \| Valcar-Travel & Service \| + 5 s \| \| 5e \| Karlijn Swinkels \| Pays-Bas \| Team Jumbo-Visma \| + 5 s \| \| 6e \| Anna Henderson \| Royaume-Uni \| Team Jumbo-Visma \| + 5 s \| \| 7e \| Chloe Hosking \| Australie \| Trek-Segafredo \| + 5 s \| \| 8e \| Lonneke Uneken \| Pays-Bas \| SD Worx \| + 5 s \| \| 9e \| Eugénie Duval \| France \| FDJ-Suez-Futuroscope \| + 5 s \| \| 10e \| Laura Tomasi \| Italie \| UAE Team ADQ \| + 5 s \| |                     |             |                         |                 |
| |                     |             |                         |                 |
| |                     |             |                         |                 |
| Classement de l'étape |                     |             |                         |                 |
| Coureuse | Coureuse            | Pays        | Équipe                  | Temps           |
| 1re | Mischa Bredewold    | Pays-Bas    | Parkhotel Valkenburg    | 3 h 52 min 10 s |
| 2e | Eleonora Gasparrini | Italie      | Valcar-Travel & Service | + 0 s           |
| 3e | Lorena Wiebes       | Pays-Bas    | Team DSM                | + 5 s           |
| 4e | Chiara Consonni     | Italie      | Valcar-Travel & Service | + 5 s           |
| 5e | Karlijn Swinkels    | Pays-Bas    | Team Jumbo-Visma        | + 5 s           |
| 6e | Anna Henderson      | Royaume-Uni | Team Jumbo-Visma        | + 5 s           |
| 7e | Chloe Hosking       | Australie   | Trek-Segafredo          | + 5 s           |
| 8e | Lonneke Uneken      | Pays-Bas    | SD Worx                 | + 5 s           |
| 9e | Eugénie Duval       | France      | FDJ-Suez-Futuroscope    | + 5 s           |
| 10e | Laura Tomasi        | Italie      | UAE Team ADQ            | + 5 s           |

#### Classement de la meilleure équipe

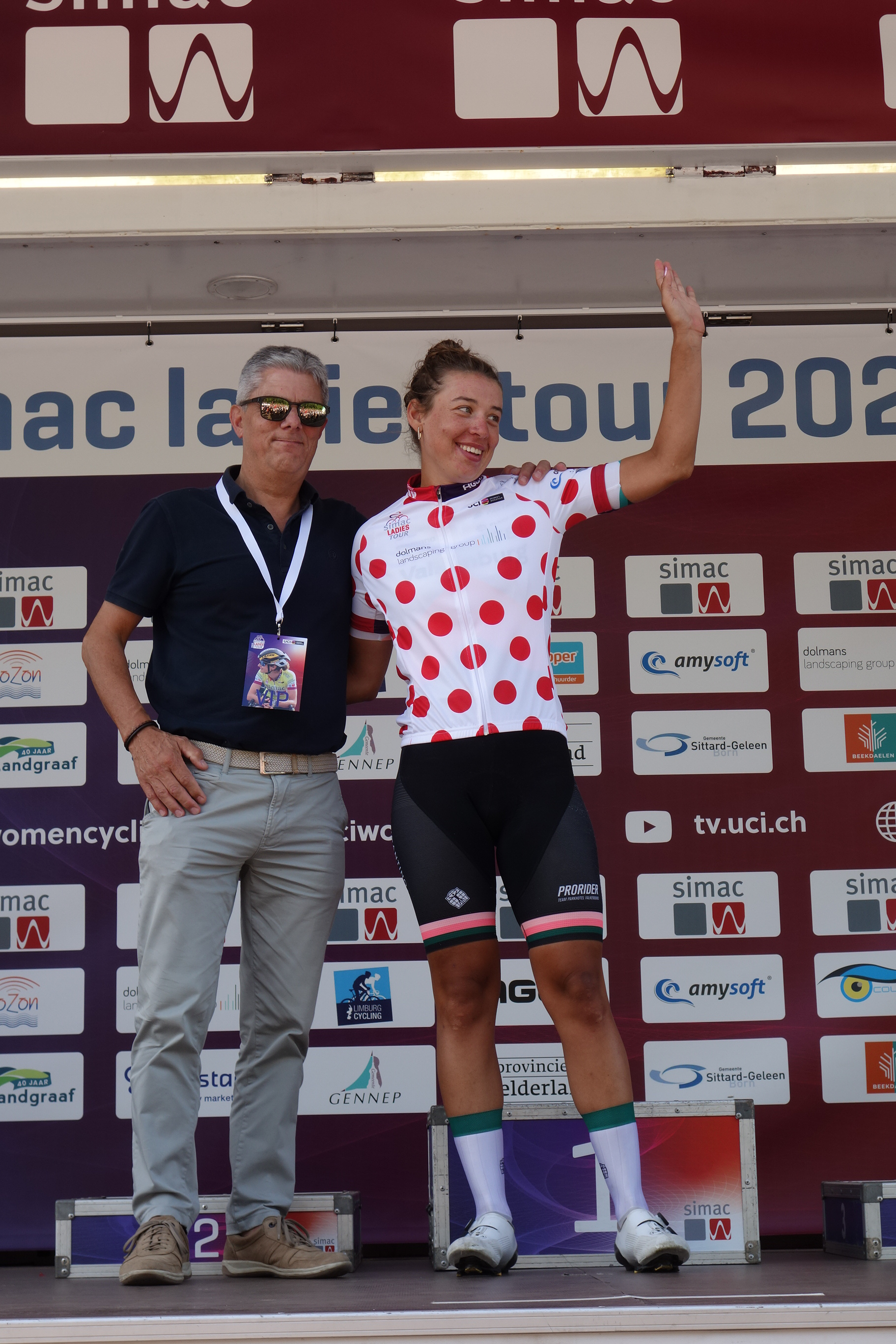
Kirstie van Haaften est la meilleure grimpeuse

## Classements finals

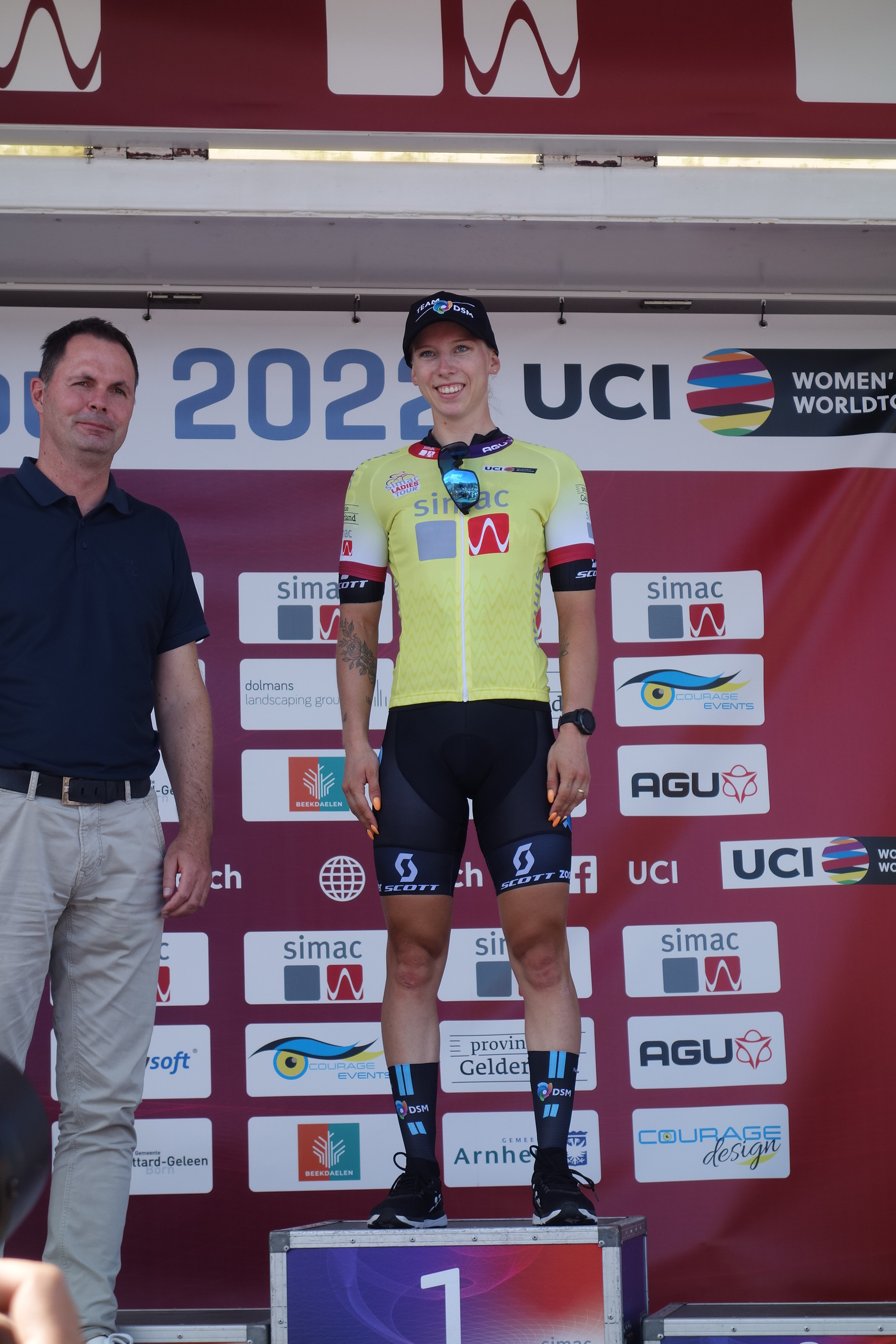
Lorena Wiebes, ici après la cinquième étape, avec le maillot jaune

### Classement général final
| \| Classement général \| Classement général \| Classement général \| Classement général \| Classement général \| \| Coureuse \| Coureuse \| Pays \| Équipe \| Temps \| \| ------------------ \| ------------------- \| ------------------ \| ----------------------- \| ------------------ \| \| 1re \| Lorena Wiebes \| Pays-Bas \| Team DSM \| 17 h 25 min 28 s \| \| 2e \| Audrey Cordon-Ragot \| France \| Trek-Segafredo \| + 10 s \| \| 3e \| Karlijn Swinkels \| Pays-Bas \| Team Jumbo-Visma \| + 40 s \| \| 4e \| Riejanne Markus \| Pays-Bas \| Team Jumbo-Visma \| + 44 s \| \| 5e \| Ruby Roseman-Gannon \| Australie \| Team BikeExchange-Jayco \| + 52 s \| \| 6e \| Mischa Bredewold \| Pays-Bas \| Parkhotel Valkenburg \| + 59 s \| \| 7e \| Anna Henderson \| Royaume-Uni \| Team Jumbo-Visma \| + 1 min 05 s \| \| 8e \| Alison Jackson \| Canada \| Liv Racing Xstra \| + 1 min 07 s \| \| 9e \| Amanda Spratt \| Australie \| Team BikeExchange-Jayco \| + 1 min 09 s \| \| 10e \| Julie De Wilde \| Belgique \| Plantur-Pura \| + 1 min 18 s \| |                     |             |                         |                  |
| |                     |             |                         |                  |
| |                     |             |                         |                  |
| Classement général |                     |             |                         |                  |
| Coureuse | Coureuse            | Pays        | Équipe                  | Temps            |
| 1re | Lorena Wiebes       | Pays-Bas    | Team DSM                | 17 h 25 min 28 s |
| 2e | Audrey Cordon-Ragot | France      | Trek-Segafredo          | + 10 s           |
| 3e | Karlijn Swinkels    | Pays-Bas    | Team Jumbo-Visma        | + 40 s           |
| 4e | Riejanne Markus     | Pays-Bas    | Team Jumbo-Visma        | + 44 s           |
| 5e | Ruby Roseman-Gannon | Australie   | Team BikeExchange-Jayco | + 52 s           |
| 6e | Mischa Bredewold    | Pays-Bas    | Parkhotel Valkenburg    | + 59 s           |
| 7e | Anna Henderson      | Royaume-Uni | Team Jumbo-Visma        | + 1 min 05 s     |
| 8e | Alison Jackson      | Canada      | Liv Racing Xstra        | + 1 min 07 s     |
| 9e | Amanda Spratt       | Australie   | Team BikeExchange-Jayco | + 1 min 09 s     |
| 10e | Julie De Wilde      | Belgique    | Plantur-Pura            | + 1 min 18 s     |

### UCI World Tour

#### Points attribués
| Position                  | 1er | 2e  | 3e  | 4e  | 5e  | 6e  | 7e  | 8e  | 9e | 10e | 11e | 12e | 13e | 14e | 15e | 16e à 20e | 21e à 30e | 31e à 40e |  |  |
| Classement général        | 400 | 320 | 260 | 220 | 180 | 140 | 120 | 100 | 80 | 68  | 56  | 48  | 40  | 32  | 28  | 24        | 16        | 8         |  |  |
| Étapes et demi-étapes     | 50  | 40  | 30  | 25  | 20  | 18  | 15  | 10  | 8  | 6   |     |     |     |     |     |           |           |           |  |  |
| Port du maillot de leader | 8   |     |     |     |     |     |     |     |    |     |     |     |     |     |     |           |           |           |  |  |

### Classements annexes
| Classement par points | Classement par points | Classement par points | Classement par points         | Classement par points |
| Coureuse              | Coureuse              | Pays                  | Équipe                        | Points                |
| --------------------- | --------------------- | --------------------- | ----------------------------- | --------------------- |
| 1re                   | Lorena Wiebes         | Pays-Bas              | Team DSM                      | 118 pts               |
| 2e                    | Karlijn Swinkels      | Pays-Bas              | Team Jumbo-Visma              | 74 pts                |
| 3e                    | Riejanne Markus       | Pays-Bas              | Team Jumbo-Visma              | 45 pts                |
| 4e                    | Laura Tomasi          | Italie                | UAE Team ADQ                  | 45 pts                |
| 5e                    | Audrey Cordon-Ragot   | France                | Trek-Segafredo                | 43 pts                |
| 6e                    | Eleonora Gasparrini   | Italie                | Valcar-Travel & Service       | 37 pts                |
| 7e                    | Mischa Bredewold      | Pays-Bas              | Parkhotel Valkenburg          | 33 pts                |
| 8e                    | Anna Henderson        | Royaume-Uni           | Team Jumbo-Visma              | 33 pts                |
| 9e                    | Alison Jackson        | Canada                | Liv Racing Xstra              | 33 pts                |
| 10e                   | Tamara Dronova        | Russie                | Roland Cogeas-Edelweiss Squad | 30 pts                |

| Classement par points | Classement par points | Classement par points | Classement par points         | Classement par points |
| Coureuse              | Coureuse              | Pays                  | Équipe                        | Points                |
| --------------------- | --------------------- | --------------------- | ----------------------------- | --------------------- |
| 1re                   | Lorena Wiebes         | Pays-Bas              | Team DSM                      | 118 pts               |
| 2e                    | Karlijn Swinkels      | Pays-Bas              | Team Jumbo-Visma              | 74 pts                |
| 3e                    | Riejanne Markus       | Pays-Bas              | Team Jumbo-Visma              | 45 pts                |
| 4e                    | Laura Tomasi          | Italie                | UAE Team ADQ                  | 45 pts                |
| 5e                    | Audrey Cordon-Ragot   | France                | Trek-Segafredo                | 43 pts                |
| 6e                    | Eleonora Gasparrini   | Italie                | Valcar-Travel & Service       | 37 pts                |
| 7e                    | Mischa Bredewold      | Pays-Bas              | Parkhotel Valkenburg          | 33 pts                |
| 8e                    | Anna Henderson        | Royaume-Uni           | Team Jumbo-Visma              | 33 pts                |
| 9e                    | Alison Jackson        | Canada                | Liv Racing Xstra              | 33 pts                |
| 10e                   | Tamara Dronova        | Russie                | Roland Cogeas-Edelweiss Squad | 30 pts                |

| Classement de la montagne | Classement de la montagne | Classement de la montagne | Classement de la montagne | Classement de la montagne |
| Coureuse                  | Coureuse                  | Pays                      | Équipe                    | Points                    |
| ------------------------- | ------------------------- | ------------------------- | ------------------------- | ------------------------- |
| 1re                       | Kirstie van Haaften       | Pays-Bas                  | Parkhotel Valkenburg      | 24 pts                    |
| 2e                        | Amanda Spratt             | Australie                 | Team BikeExchange-Jayco   | 19 pts                    |
| 3e                        | Maëlle Grossetête         | France                    | FDJ-Suez-Futuroscope      | 17 pts                    |
| 4e                        | Soraya Paladin            | Italie                    | Canyon-SRAM Racing        | 16 pts                    |
| 5e                        | Lorena Wiebes             | Pays-Bas                  | Team DSM                  | 12 pts                    |
| 6e                        | Anna Henderson            | Royaume-Uni               | Team Jumbo-Visma          | 7 pts                     |
| 7e                        | Karlijn Swinkels          | Pays-Bas                  | Team Jumbo-Visma          | 6 pts                     |
| 8e                        | Julie Van de Velde        | Belgique                  | Plantur-Pura              | 5 pts                     |
| 9e                        | Elynor Bäckstedt          | Royaume-Uni               | Trek-Segafredo            | 4 pts                     |
| 10e                       | Audrey Cordon-Ragot       | France                    | Trek-Segafredo            | 3 pts                     |

| Classement de la montagne | Classement de la montagne | Classement de la montagne | Classement de la montagne | Classement de la montagne |
| Coureuse                  | Coureuse                  | Pays                      | Équipe                    | Points                    |
| ------------------------- | ------------------------- | ------------------------- | ------------------------- | ------------------------- |
| 1re                       | Kirstie van Haaften       | Pays-Bas                  | Parkhotel Valkenburg      | 24 pts                    |
| 2e                        | Amanda Spratt             | Australie                 | Team BikeExchange-Jayco   | 19 pts                    |
| 3e                        | Maëlle Grossetête         | France                    | FDJ-Suez-Futuroscope      | 17 pts                    |
| 4e                        | Soraya Paladin            | Italie                    | Canyon-SRAM Racing        | 16 pts                    |
| 5e                        | Lorena Wiebes             | Pays-Bas                  | Team DSM                  | 12 pts                    |
| 6e                        | Anna Henderson            | Royaume-Uni               | Team Jumbo-Visma          | 7 pts                     |
| 7e                        | Karlijn Swinkels          | Pays-Bas                  | Team Jumbo-Visma          | 6 pts                     |
| 8e                        | Julie Van de Velde        | Belgique                  | Plantur-Pura              | 5 pts                     |
| 9e                        | Elynor Bäckstedt          | Royaume-Uni               | Trek-Segafredo            | 4 pts                     |
| 10e                       | Audrey Cordon-Ragot       | France                    | Trek-Segafredo            | 3 pts                     |

| Classement du meilleur jeune | Classement du meilleur jeune | Classement du meilleur jeune | Classement du meilleur jeune | Classement du meilleur jeune |
| Coureuse                     | Coureuse                     | Pays                         | Équipe                       | Temps                        |
| ---------------------------- | ---------------------------- | ---------------------------- | ---------------------------- | ---------------------------- |
| 1re                          | Mischa Bredewold             | Pays-Bas                     | Parkhotel Valkenburg         | 17 h 26 min 27 s             |
| 2e                           | Julie De Wilde               | Belgique                     | Plantur-Pura                 | + 19 s                       |
| 3e                           | Eleonora Gasparrini          | Italie                       | Valcar-Travel & Service      | + 27 s                       |
| 4e                           | Silke Smulders               | Pays-Bas                     | Liv Racing Xstra             | + 1 min 36 s                 |
| 5e                           | Ilse Pluimers                | Pays-Bas                     | AG Insurance NXTG            | + 1 min 52 s                 |
| 6e                           | Elynor Bäckstedt             | Royaume-Uni                  | Trek-Segafredo               | + 6 min 06 s                 |
| 7e                           | Amalie Lutro                 | Norvège                      | Uno-X Pro Cycling Team       | + 7 min 42 s                 |
| 8e                           | Alessia Patuelli             | Italie                       | UAE Team ADQ                 | + 8 min 53 s                 |
| 9e                           | Eline Van Rooijen            | Pays-Bas                     | AG Insurance NXTG            | + 12 min 38 s                |
| 10e                          | Carlotta Cipressi            | Italie                       | Valcar-Travel & Service      | + 13 min 05 s                |

| Classement du meilleur jeune | Classement du meilleur jeune | Classement du meilleur jeune | Classement du meilleur jeune | Classement du meilleur jeune |
| Coureuse                     | Coureuse                     | Pays                         | Équipe                       | Temps                        |
| ---------------------------- | ---------------------------- | ---------------------------- | ---------------------------- | ---------------------------- |
| 1re                          | Mischa Bredewold             | Pays-Bas                     | Parkhotel Valkenburg         | 17 h 26 min 27 s             |
| 2e                           | Julie De Wilde               | Belgique                     | Plantur-Pura                 | + 19 s                       |
| 3e                           | Eleonora Gasparrini          | Italie                       | Valcar-Travel & Service      | + 27 s                       |
| 4e                           | Silke Smulders               | Pays-Bas                     | Liv Racing Xstra             | + 1 min 36 s                 |
| 5e                           | Ilse Pluimers                | Pays-Bas                     | AG Insurance NXTG            | + 1 min 52 s                 |
| 6e                           | Elynor Bäckstedt             | Royaume-Uni                  | Trek-Segafredo               | + 6 min 06 s                 |
| 7e                           | Amalie Lutro                 | Norvège                      | Uno-X Pro Cycling Team       | + 7 min 42 s                 |
| 8e                           | Alessia Patuelli             | Italie                       | UAE Team ADQ                 | + 8 min 53 s                 |
| 9e                           | Eline Van Rooijen            | Pays-Bas                     | AG Insurance NXTG            | + 12 min 38 s                |
| 10e                          | Carlotta Cipressi            | Italie                       | Valcar-Travel & Service      | + 13 min 05 s                |

| Classement par équipes | Classement par équipes  | Classement par équipes | Classement par équipes |
| Équipe                 | Équipe                  | Pays                   | Temps                  |
| ---------------------- | ----------------------- | ---------------------- | ---------------------- |
| 1re                    | Team Jumbo-Visma        | Pays-Bas               | 52 h 18 min 30 s       |
| 2e                     | Plantur-Pura            | Belgique               | + 3 min 57 s           |
| 3e                     | Team BikeExchange-Jayco | Australie              | + 4 min 58 s           |

| Classement par équipes | Classement par équipes  | Classement par équipes | Classement par équipes |
| Équipe                 | Équipe                  | Pays                   | Temps                  |
| ---------------------- | ----------------------- | ---------------------- | ---------------------- |
| 1re                    | Team Jumbo-Visma        | Pays-Bas               | 52 h 18 min 30 s       |
| 2e                     | Plantur-Pura            | Belgique               | + 3 min 57 s           |
| 3e                     | Team BikeExchange-Jayco | Australie              | + 4 min 58 s           |

## Évolution des classements
| Étape              |                             | Vainqueur _         | Classement général | Classement par points | Meilleure grimpeuse | Meilleure jeune     | Super-combative     | Meilleure équipe _ |
| ------------------ | --------------------------- | ------------------- | ------------------ | --------------------- | ------------------- | ------------------- | ------------------- | ------------------ |
| 1re étape          | étape de plaine             | Lorena Wiebes       | Lorena Wiebes      | Lorena Wiebes         | Karlijn Swinkels    | Eleonora Gasparrini | Chloe Hosking       | Team Jumbo-Visma   |
| 2e étape           | étape de plaine             | Lorena Wiebes       | Lorena Wiebes      | Lorena Wiebes         | Karlijn Swinkels    | Lonneke Uneken      | Georgia Baker       | Team Jumbo-Visma   |
| 3e étape           | étape de plaine             | Charlotte Kool      | Lorena Wiebes      | Lorena Wiebes         | Lorena Wiebes       | Lonneke Uneken      | Sophie Wright       | Liv Racing Xstra   |
| 4e étape           | étape vallonnée             | Riejanne Markus     | Lorena Wiebes      | Lorena Wiebes         | Kirstie van Haaften | Eleonora Gasparrini | Kirstie van Haaften | Team Jumbo-Visma   |
| 5e étape           | contre-la-montre individuel | Audrey Cordon-Ragot | Lorena Wiebes      | Lorena Wiebes         | Kirstie van Haaften | Mischa Bredewold    | non attribué        | Team Jumbo-Visma   |
| 6e étape           | étape vallonnée             | Mischa Bredewold    | Lorena Wiebes      | Lorena Wiebes         | Kirstie van Haaften | Mischa Bredewold    | Amanda Spratt       | Team Jumbo-Visma   |
| Classements finals | Classements finals          |                     | Lorena Wiebes      | Lorena Wiebes         | Kirstie van Haaften | Mischa Bredewold    | non attribué        | Team Jumbo-Visma   |

## Liste des participantes
| Légende                                          | Légende                                                                                              | Légende                                | Légende |
| ------------------------------------------------ | --- | -------------------------------------- | --- |
| Num                                              | Dossard de départ porté par la coureuse sur ce Simac Ladies Tour                                     | Pos                                    | Position finale au classement général                                                                         |
| Leader du classement général                     | Indique la vainqueur du classement général                                                           | Leader du classement par points        | Indique la vainqueur du classement par points                                                                 |
| Leader du classement de la montagne              | Indique la vainqueur du classement de la montagne                                                    | Leader du classement du meilleur jeune | Indique la vainqueur du classement de la meilleure jeune                                                      |
| Coureur élu combatif lors de la précédente étape | Indique la coureuse la plus combative                                                                |                                        | Indique un maillot de champion national ou mondial, suivi de sa spécialité                                    |
| #                                                | Indique la meilleure équipe                                                                          | NP                                     | Indique une coureuse qui n'a pas pris le départ d'une étape, suivi du numéro de l'étape où elle s'est retirée |
| AB                                               | Indique une coureuse qui n'a pas terminé une étape, suivi du numéro de l'étape où elle s'est retirée | HD                                     | Indique un coureuse qui a terminé une étape hors des délais, suivi du numéro de l'étape                       |
| DSQ                                              | Indique un coureur qui a été disqualifié de la course, suivi du numéro de l'étape                    | *                                      | Indique un coureuse en lice pour le classement de la meilleure jeune (coureuses nées après le )               |

| SD Worx SDW | SD Worx SDW                               | SD Worx SDW |
| ----------- | ----------------------------------------- | ----------- |
| Num         | Coureuse                                  | Pos         |
| 1           | Chantal van den Broek-Blaak (NED)         | 16e         |
| 2           | Elena Cecchini (ITA)                      | AB-4        |
| 3           | Roxane Fournier (FRA)                     | 51e         |
| 4           | Christine Majerus (LUX) (route et chrono) | AB          |
| 5           | Ashleigh Moolman (RSA)                    | AB-4        |
| 6           | Lonneke Uneken (NED)                      | 49e         |

| Trek-Segafredo TFS | Trek-Segafredo TFS                          | Trek-Segafredo TFS |
| ------------------ | ------------------------------------------- | ------------------ |
| Num                | Coureuse                                    | Pos                |
| 12                 | Elynor Bäckstedt (GBR)                      | 31e                |
| 13                 | Audrey Cordon-Ragot (FRA) (route et chrono) | 2e                 |
| 14                 | Amalie Dideriksen (DEN)                     | AB-4               |
| 15                 | Lauretta Hanson (AUS)                       | 26e                |
| 16                 | Chloe Hosking (AUS)                         | 46e                |

| FDJ-Suez-Futuroscope FSF | FDJ-Suez-Futuroscope FSF | FDJ-Suez-Futuroscope FSF |
| ------------------------ | ------------------------ | ------------------------ |
| Num                      | Coureuse                 | Pos                      |
| 21                       | Stine Borgli (NOR)       | AB-4                     |
| 22                       | Clara Copponi (FRA)      | AB-4                     |
| 23                       | Eugénie Duval (FRA)      | 17e                      |
| 24                       | Emilia Fahlin (SWE)      | AB-3                     |
| 25                       | Maëlle Grossetête (FRA)  | 28e                      |
| 26                       | Victorie Guilman (FRA)   | AB-4                     |

| Team DSM DSM | Team DSM DSM          | Team DSM DSM |
| ------------ | --------------------- | ------------ |
| Num          | Coureuse              | Pos          |
| 31           | Lorena Wiebes (NED)   |              |
| 32           | Pfeiffer Georgi (GBR) | AB-4         |
| 33           | Leah Kirchmann (CAN)  | 33e          |
| 34           | Franziska Koch (GER)  | 48e          |
| 35           | Charlotte Kool (NED)  | AB-6         |
| 36           | Elise Uijen (NED)     | AB-6         |

| Canyon-SRAM Racing CSR | Canyon-SRAM Racing CSR | Canyon-SRAM Racing CSR |
| ---------------------- | ---------------------- | ---------------------- |
| Num                    | Coureuse               | Pos                    |
| 41                     | Alice Barnes (GBR)     | 30e                    |
| 42                     | Shari Bossuyt (BEL)    | AB                     |
| 43                     | Ella Harris (NZL)      | 23e                    |
| 44                     | Soraya Paladin (ITA)   | 12e                    |
| 45                     | Lisa Klein (GER)       | 42e                    |
| 46                     | Maud Oudeman (NED)     | AB-4                   |

| UAE Team ADQ UAD | UAE Team ADQ UAD            | UAE Team ADQ UAD |
| ---------------- | --------------------------- | ---------------- |
| Num              | Coureuse                    | Pos              |
| 51               | Sophie Wright (GBR)         | 24e              |
| 52               | Eugenia Bujak (SLO) (route) | 22e              |
| 53               | Alessia Patuelli (ITA)      | 37e              |
| 54               | Laura Tomasi (ITA)          | 21e              |
| 55               | Anna Trevisi (ITA)          | AB               |
| 56               | Linda Zanetti (SUI)         | 56e              |

| Valcar-Travel & Service VAL | Valcar-Travel & Service VAL       | Valcar-Travel & Service VAL |
| --------------------------- | --------------------------------- | --------------------------- |
| Num                         | Coureuse                          | Pos                         |
| 61                          | Anastasia Carbonari (LAT) (route) | AB-4                        |
| 62                          | Chiara Consonni (ITA)             | 53e                         |
| 63                          | Eleonora Gasparrini (ITA)         | 11e                         |
| 64                          | Elena Pirrone (ITA)               | 50e                         |
| 65                          | Ilaria Sanguineti (ITA)           | 20e                         |
| 66                          | Carlotta Cipressi (ITA)           | 41e                         |

| Team BikeExchange-Jayco BEX | Team BikeExchange-Jayco BEX | Team BikeExchange-Jayco BEX |
| --------------------------- | --------------------------- | --------------------------- |
| Num                         | Coureuse                    | Pos                         |
| 71                          | Jessica Allen (AUS)         | AB-4                        |
| 72                          | Georgia Baker (AUS)         | AB-6                        |
| 73                          | Teniel Campbell (TTO)       | 32e                         |
| 74                          | Amanda Spratt (AUS)         | 9e                          |
| 75                          | Nina Kessler (NED)          | 29e                         |
| 76                          | Ruby Roseman-Gannon (AUS)   | 5e                          |

| Team Jumbo-Visma TJV | Team Jumbo-Visma TJV          | Team Jumbo-Visma TJV |
| -------------------- | ----------------------------- | -------------------- |
| Num                  | Coureuse                      | Pos                  |
| 81                   | Riejanne Markus (NED) (route) | 4e                   |
| 82                   | Anna Henderson (GBR)          | 7e                   |
| 83                   | Romy Kasper (GER)             | 13e                  |
| 84                   | Coryn Labecki (USA)           | AB                   |
| 85                   | Noemi Rüegg (SUI)             | 52e                  |
| 86                   | Karlijn Swinkels (NED)        | 3e                   |

| Liv Racing Xstra LIV | Liv Racing Xstra LIV      | Liv Racing Xstra LIV |
| -------------------- | ------------------------- | -------------------- |
| Num                  | Coureuse                  | Pos                  |
| 91                   | Rachele Barbieri (ITA)    | AB-4                 |
| 92                   | Eva Buurman (NED)         | 57e                  |
| 93                   | Alison Jackson (CAN)      | 8e                   |
| 94                   | Jeanne Korevaar (NED)     | 27e                  |
| 95                   | Silke Smulders (NED)      | 18e                  |
| 96                   | Amber van der Hulst (NED) | AB-2                 |

| Plantur-Pura ___ | Plantur-Pura ___                                | Plantur-Pura ___ |
| ---------------- | ----------------------------------------------- | ---------------- |
| Num              | Coureuse                                        | Pos              |
| 101              | Sanne Cant (BEL)                                | AB-6             |
| 102              | Millie Couzens (GBR)                            | AB-2             |
| 103              | Julie De Wilde (BEL)                            | 10e              |
| 104              | Justine Ghekiere (BEL)                          | 14e              |
| 105              | Christina Schweinberger (AUT) (route et chrono) | 40e              |
| 106              | Julie Van de Velde (BEL)                        | 38e              |

| Parkhotel Valkenburg PHV | Parkhotel Valkenburg PHV   | Parkhotel Valkenburg PHV |
| ------------------------ | -------------------------- | ------------------------ |
| Num                      | Coureuse                   | Pos                      |
| 111                      | Mischa Bredewold (NED)     |                          |
| 112                      | Femke Markus (NED)         | AB                       |
| 113                      | Lieke Nooijen (NED)        | AB-4                     |
| 114                      | Rosalie Van der Wolf (NED) | AB-4                     |
| 115                      | Kirstie van Haaften (NED)  |                          |
| 116                      | Quinty Schoens (NED)       | 25e                      |

| AG Insurance NXTG AGI | AG Insurance NXTG AGI    | AG Insurance NXTG AGI |
| --------------------- | ------------------------ | --------------------- |
| Num                   | Coureuse                 | Pos                   |
| 121                   | Mylène de Zoete (NED)    | AB-4                  |
| 122                   | Senne Knaven (BEL)       | AB-4                  |
| 123                   | Yuli Van der Molen (NED) | AB-4                  |
| 124                   | Ilse Pluimers (NED)      | 19e                   |
| 125                   | Maud Rijnbeek (NED)      | 44e                   |
| 126                   | Eline Van Rooijen (NED)  | 39e                   |

| Uno-X Pro Cycling Team UXT | Uno-X Pro Cycling Team UXT               | Uno-X Pro Cycling Team UXT |
| -------------------------- | ---------------------------------------- | -------------------------- |
| Num                        | Coureuse                                 | Pos                        |
| 131                        | Anniina Ahtosalo (FIN) (route et chrono) | 47e                        |
| 132                        | Susanne Andersen (NOR)                   | AB-2                       |
| 134                        | Hannah Barnes (GBR)                      | AB-4                       |
| 135                        | Rebecca Koerner (DEN)                    | AB-3                       |
| 136                        | Amalie Lutro (NOR)                       | 35e                        |

| Roland Cogeas-Edelweiss Squad CGS | Roland Cogeas-Edelweiss Squad CGS      | Roland Cogeas-Edelweiss Squad CGS |
| --------------------------------- | -------------------------------------- | --------------------------------- |
| Num                               | Coureuse                               | Pos                               |
| 141                               | Caroline Baur (SUI) (route)            | AB-4                              |
| 142                               | Hannah Buch (GER)                      | AB-4                              |
| 143                               | Tamara Dronova (RUS) (route et chrono) | 15e                               |
| 144                               | Rotem Gafinovitz (ISR)                 | AB                                |
| 145                               | Aline Seitz (SUI)                      | AB-4                              |
| 146                               | Léa Stern (SUI)                        | AB                                |

| GT Krush Tunap BPC | GT Krush Tunap BPC     | GT Krush Tunap BPC |
| ------------------ | ---------------------- | ------------------ |
| Num                | Coureuse               | Pos                |
| 151                | Marissa Baks (NED)     | 55e                |
| 152                | Clara Lundmark (SWE)   | 36e                |
| 153                | Femke de Vries (NED)   | 45e                |
| 154                | Anne Dijkstra (NED)    | 34e                |
| 155                | Daniek Hengeveld (NED) | 43e                |
| 156                | Melissa van Neck (CZE) | AB-4               |

| SD Worx SDW | SD Worx SDW                               | SD Worx SDW |
| ----------- | ----------------------------------------- | ----------- |
| Num         | Coureuse                                  | Pos         |
| 1           | Chantal van den Broek-Blaak (NED)         | 16e         |
| 2           | Elena Cecchini (ITA)                      | AB-4        |
| 3           | Roxane Fournier (FRA)                     | 51e         |
| 4           | Christine Majerus (LUX) (route et chrono) | AB          |
| 5           | Ashleigh Moolman (RSA)                    | AB-4        |
| 6           | Lonneke Uneken (NED)                      | 49e         |

| Trek-Segafredo TFS | Trek-Segafredo TFS                          | Trek-Segafredo TFS |
| ------------------ | ------------------------------------------- | ------------------ |
| Num                | Coureuse                                    | Pos                |
| 12                 | Elynor Bäckstedt (GBR)                      | 31e                |
| 13                 | Audrey Cordon-Ragot (FRA) (route et chrono) | 2e                 |
| 14                 | Amalie Dideriksen (DEN)                     | AB-4               |
| 15                 | Lauretta Hanson (AUS)                       | 26e                |
| 16                 | Chloe Hosking (AUS)                         | 46e                |

| FDJ-Suez-Futuroscope FSF | FDJ-Suez-Futuroscope FSF | FDJ-Suez-Futuroscope FSF |
| ------------------------ | ------------------------ | ------------------------ |
| Num                      | Coureuse                 | Pos                      |
| 21                       | Stine Borgli (NOR)       | AB-4                     |
| 22                       | Clara Copponi (FRA)      | AB-4                     |
| 23                       | Eugénie Duval (FRA)      | 17e                      |
| 24                       | Emilia Fahlin (SWE)      | AB-3                     |
| 25                       | Maëlle Grossetête (FRA)  | 28e                      |
| 26                       | Victorie Guilman (FRA)   | AB-4                     |

| Team DSM DSM | Team DSM DSM          | Team DSM DSM |
| ------------ | --------------------- | ------------ |
| Num          | Coureuse              | Pos          |
| 31           | Lorena Wiebes (NED)   |              |
| 32           | Pfeiffer Georgi (GBR) | AB-4         |
| 33           | Leah Kirchmann (CAN)  | 33e          |
| 34           | Franziska Koch (GER)  | 48e          |
| 35           | Charlotte Kool (NED)  | AB-6         |
| 36           | Elise Uijen (NED)     | AB-6         |

| Canyon-SRAM Racing CSR | Canyon-SRAM Racing CSR | Canyon-SRAM Racing CSR |
| ---------------------- | ---------------------- | ---------------------- |
| Num                    | Coureuse               | Pos                    |
| 41                     | Alice Barnes (GBR)     | 30e                    |
| 42                     | Shari Bossuyt (BEL)    | AB                     |
| 43                     | Ella Harris (NZL)      | 23e                    |
| 44                     | Soraya Paladin (ITA)   | 12e                    |
| 45                     | Lisa Klein (GER)       | 42e                    |
| 46                     | Maud Oudeman (NED)     | AB-4                   |

| UAE Team ADQ UAD | UAE Team ADQ UAD            | UAE Team ADQ UAD |
| ---------------- | --------------------------- | ---------------- |
| Num              | Coureuse                    | Pos              |
| 51               | Sophie Wright (GBR)         | 24e              |
| 52               | Eugenia Bujak (SLO) (route) | 22e              |
| 53               | Alessia Patuelli (ITA)      | 37e              |
| 54               | Laura Tomasi (ITA)          | 21e              |
| 55               | Anna Trevisi (ITA)          | AB               |
| 56               | Linda Zanetti (SUI)         | 56e              |

| Valcar-Travel & Service VAL | Valcar-Travel & Service VAL       | Valcar-Travel & Service VAL |
| --------------------------- | --------------------------------- | --------------------------- |
| Num                         | Coureuse                          | Pos                         |
| 61                          | Anastasia Carbonari (LAT) (route) | AB-4                        |
| 62                          | Chiara Consonni (ITA)             | 53e                         |
| 63                          | Eleonora Gasparrini (ITA)         | 11e                         |
| 64                          | Elena Pirrone (ITA)               | 50e                         |
| 65                          | Ilaria Sanguineti (ITA)           | 20e                         |
| 66                          | Carlotta Cipressi (ITA)           | 41e                         |

| Team BikeExchange-Jayco BEX | Team BikeExchange-Jayco BEX | Team BikeExchange-Jayco BEX |
| --------------------------- | --------------------------- | --------------------------- |
| Num                         | Coureuse                    | Pos                         |
| 71                          | Jessica Allen (AUS)         | AB-4                        |
| 72                          | Georgia Baker (AUS)         | AB-6                        |
| 73                          | Teniel Campbell (TTO)       | 32e                         |
| 74                          | Amanda Spratt (AUS)         | 9e                          |
| 75                          | Nina Kessler (NED)          | 29e                         |
| 76                          | Ruby Roseman-Gannon (AUS)   | 5e                          |

| Team Jumbo-Visma TJV | Team Jumbo-Visma TJV          | Team Jumbo-Visma TJV |
| -------------------- | ----------------------------- | -------------------- |
| Num                  | Coureuse                      | Pos                  |
| 81                   | Riejanne Markus (NED) (route) | 4e                   |
| 82                   | Anna Henderson (GBR)          | 7e                   |
| 83                   | Romy Kasper (GER)             | 13e                  |
| 84                   | Coryn Labecki (USA)           | AB                   |
| 85                   | Noemi Rüegg (SUI)             | 52e                  |
| 86                   | Karlijn Swinkels (NED)        | 3e                   |

| Liv Racing Xstra LIV | Liv Racing Xstra LIV      | Liv Racing Xstra LIV |
| -------------------- | ------------------------- | -------------------- |
| Num                  | Coureuse                  | Pos                  |
| 91                   | Rachele Barbieri (ITA)    | AB-4                 |
| 92                   | Eva Buurman (NED)         | 57e                  |
| 93                   | Alison Jackson (CAN)      | 8e                   |
| 94                   | Jeanne Korevaar (NED)     | 27e                  |
| 95                   | Silke Smulders (NED)      | 18e                  |
| 96                   | Amber van der Hulst (NED) | AB-2                 |

| Plantur-Pura ___ | Plantur-Pura ___                                | Plantur-Pura ___ |
| ---------------- | ----------------------------------------------- | ---------------- |
| Num              | Coureuse                                        | Pos              |
| 101              | Sanne Cant (BEL)                                | AB-6             |
| 102              | Millie Couzens (GBR)                            | AB-2             |
| 103              | Julie De Wilde (BEL)                            | 10e              |
| 104              | Justine Ghekiere (BEL)                          | 14e              |
| 105              | Christina Schweinberger (AUT) (route et chrono) | 40e              |
| 106              | Julie Van de Velde (BEL)                        | 38e              |

| Parkhotel Valkenburg PHV | Parkhotel Valkenburg PHV   | Parkhotel Valkenburg PHV |
| ------------------------ | -------------------------- | ------------------------ |
| Num                      | Coureuse                   | Pos                      |
| 111                      | Mischa Bredewold (NED)     |                          |
| 112                      | Femke Markus (NED)         | AB                       |
| 113                      | Lieke Nooijen (NED)        | AB-4                     |
| 114                      | Rosalie Van der Wolf (NED) | AB-4                     |
| 115                      | Kirstie van Haaften (NED)  |                          |
| 116                      | Quinty Schoens (NED)       | 25e                      |

| AG Insurance NXTG AGI | AG Insurance NXTG AGI    | AG Insurance NXTG AGI |
| --------------------- | ------------------------ | --------------------- |
| Num                   | Coureuse                 | Pos                   |
| 121                   | Mylène de Zoete (NED)    | AB-4                  |
| 122                   | Senne Knaven (BEL)       | AB-4                  |
| 123                   | Yuli Van der Molen (NED) | AB-4                  |
| 124                   | Ilse Pluimers (NED)      | 19e                   |
| 125                   | Maud Rijnbeek (NED)      | 44e                   |
| 126                   | Eline Van Rooijen (NED)  | 39e                   |

| Uno-X Pro Cycling Team UXT | Uno-X Pro Cycling Team UXT               | Uno-X Pro Cycling Team UXT |
| -------------------------- | ---------------------------------------- | -------------------------- |
| Num                        | Coureuse                                 | Pos                        |
| 131                        | Anniina Ahtosalo (FIN) (route et chrono) | 47e                        |
| 132                        | Susanne Andersen (NOR)                   | AB-2                       |
| 134                        | Hannah Barnes (GBR)                      | AB-4                       |
| 135                        | Rebecca Koerner (DEN)                    | AB-3                       |
| 136                        | Amalie Lutro (NOR)                       | 35e                        |

| Roland Cogeas-Edelweiss Squad CGS | Roland Cogeas-Edelweiss Squad CGS      | Roland Cogeas-Edelweiss Squad CGS |
| --------------------------------- | -------------------------------------- | --------------------------------- |
| Num                               | Coureuse                               | Pos                               |
| 141                               | Caroline Baur (SUI) (route)            | AB-4                              |
| 142                               | Hannah Buch (GER)                      | AB-4                              |
| 143                               | Tamara Dronova (RUS) (route et chrono) | 15e                               |
| 144                               | Rotem Gafinovitz (ISR)                 | AB                                |
| 145                               | Aline Seitz (SUI)                      | AB-4                              |
| 146                               | Léa Stern (SUI)                        | AB                                |

| GT Krush Tunap BPC | GT Krush Tunap BPC     | GT Krush Tunap BPC |
| ------------------ | ---------------------- | ------------------ |
| Num                | Coureuse               | Pos                |
| 151                | Marissa Baks (NED)     | 55e                |
| 152                | Clara Lundmark (SWE)   | 36e                |
| 153                | Femke de Vries (NED)   | 45e                |
| 154                | Anne Dijkstra (NED)    | 34e                |
| 155                | Daniek Hengeveld (NED) | 43e                |
| 156                | Melissa van Neck (CZE) | AB-4               |

## Présentation

### Comité d'organisation
L'épreuve est organisée par la Courage Events situé à Leek. Son directeur est Thijs Rondhuis.

### Règlement de la course

#### Classements et bonifications
Le classement général individuel au temps est calculé par le cumul des temps enregistrés dans chacune des étapes parcourues. Des bonifications et d'éventuelles pénalisations sont incluses dans le calcul du classement. Le coureur qui est premier de ce classement est porteur du maillot jaune. En cas d'égalité au temps, les centièmes de secondes lors des contre-la-montre servent à départager les concurrentes.
Des bonifications sont attribuées dans cette épreuve. L'arrivée des étapes, à l'exception du contre-la-montre, donne dix, six et quatre secondes de bonifications aux trois premières. Les sprints intermédiaires attribuent 3, 2 et 1 secondes de bonifications.

##### Classement par points
Le maillot vert, récompense le classement par points. Celui-ci se calcule selon le classement lors des arrivées d'étape.
Lors d'une arrivée d'étape, les quinze première se voient accorder des points selon le décompte suivant : 25, 20, 16, 14, 12, 10, 9, 8, 7, 6, 5, 4, 3, 2 et 1 point. En cas d'égalité, les coureurs sont prioritairement départagés par le nombre de victoires d'étapes. Si l'égalité persiste, le nombre de victoires à des sprints intermédiaires puis éventuellement la place obtenue au classement général entrent en compte. Pour être classé, un coureur doit avoir terminé la course dans les délais.

##### Classement de la meilleure grimpeuse
Le classement de la meilleure grimpeuse, ou classement des monts, est un classement spécifique basé sur les arrivées au sommet des ascensions répertoriées dans l'ensemble de la course. Elles sont classés en deux catégories. Les ascensions rapportent respectivement 5, 3 et 1 points aux trois premières coureuses. Le premier du classement des monts est détenteur du maillot à pois. En cas d'égalité, les coureurs sont prioritairement départagés par le nombre de premières places aux sommets des ascension de première catégorie, puis de deuxième catégorie. Si l'égalité persiste, le critère suivant est la place obtenue au classement général. Pour être classé, un coureur doit avoir terminé la course dans les délais.

##### Classement de la meilleure jeune
Le classement de la meilleure jeune ne concerne qu'une certaine catégorie de coureuses, celles étant âgées de moins de 23 ans. Ce classement, basé sur le classement général, attribue au premier un maillot blanc.

##### Classement par équipes
Le classement par équipes est calculé en conformité avec le règlement UCI.

##### Classement de la combativité
À l'issue de chaque étape, un jury constitué de la direction de course et de journalistes attribue à la coureuse ayant le plus mérité, le trophée de la combativité. Il est doté symboliquement d'un maillot rouge durant la remise des récompenses, cependant cet habit ne doit pas être porté en course.

##### Répartition des maillots
Chaque coureuse en tête d'un classement est porteuse du maillot ou du dossard distinctif correspondant. Cependant, dans le cas où une coureuse dominerait plusieurs classements, celle-ci ne porte qu'un seul maillot distinctif, selon une priorité de classements. Le classement général au temps est le classement prioritaire, suivi du classement par points, du classement général du meilleur grimpeur et du classement de la meilleure jeune. Si ce cas de figure se produit, le maillot correspondant au classement annexe de priorité inférieure n'est pas porté par celui qui domine ce classement mais par son deuxième.

#### Primes
Les étapes attribuent :
| Position | 1er   | 2e    | 3e    | 4e    | 5e    | 6e    | 7e    | 8e    | 9e    | 10e   |
| Prix     | 735 € | 440 € | 310 € | 280 € | 265 € | 240 € | 200 € | 170 € | 170 € | 170 € |

En sus, les coureuses placées de la 11e à la 15e place gagnent 110 €, celles de la 16e à la 20e place 80 €.
Le classement général final attribue les sommes suivantes :
| Position | 1er   | 2e    | 3e    | 4e    | 5e    | 6e    | 7e    | 8e    | 9e    | 10e   |
| Prix     | 855 € | 507 € | 358 € | 323 € | 305 € | 274 € | 228 € | 196 € | 196 € | 196 € |

Les coureuses placées de la 11e à la 15e place gagnent 129 €, celles de la 16e à la 20e place 91 €.

#### Prix
Le port de chacun des maillots distinctifs est récompensé par une prime journalière de 50 € pour le maillot orange (classement général) et 25 € pour tous les autres. Le gain final du classement par points, de la meilleure jeune ou de la montagne rapporte :
| Position | 1er  | 2e   | 3e   | 4e   | 5e   | 6e  | 7e  | 8e  | 9e  | 10e |
| Prix     | 75 € | 60 € | 50 € | 25 € | 15 € | 0 € | 0 € | 0 € | 0 € | 0 € |